# Mario Enrique del Toro
Mario Enrique del Toro (Apatzingán, Michoacán, 18 de agosto de 1966-7 de octubre de 2024) fue un conocido político y abogado mexicano que fue miembro del Partido Revolucionario Institucional, del Partido Acción Nacional y miembro del Partido de la Revolución Democrática.
Mario Enrique del Toro fue abogado por la Universidad Nacional Autónoma de México, fue dirigente del Movimiento Nacional de la Juventud  Revolucionaria (posteriormente Frente Juvenil Revolucionario), fue regidor del ayuntamiento de Tlalnepantla en el periodo 1991-1993 por el Partido Revolucionario Institucional
Fue miembro del Partido Acción Nacional, quien lo postuló a diputado local en el año 2000 para la LIV Legislatura, ganando la elección. Durante su período como diputado local, de 2000 a 2003, se separó del PAN y se afilió al PRD.
Ya en este partido, buscó la presidencia municipal de Tlalnepantla de Baz en el año 2003 y en el 2006 compitiendo posteriormente por la diputación federal por el distrito electoral número 19 del Estado de México, ganando por escaso margen a su oponente panista Víctor Hugo Sondón, siendo diputado federal en la LX legislatura en el periodo 2006-2009. 
Fue representante del PRD en el Instituto Electoral del Estado de México. (IEEM)
Fue Subsecretario del H. Ayuntamiento de Tlalnepantla de Baz hasta inicios del 2015.
Fue Coordinador de Asesores del Ayuntamiento de Tlalnepantla de Baz 2016-2019.